# Torvaj
Torvaj é um município da Hungria, situado no condado de Somogy. Tem 11,42 km² de área e sua população em 2019 foi estimada em 235 habitantes.